# Ammophila afghanica
Ammophila afghanica är en biart som beskrevs av Vladimir Balthasar 1957. Ammophila afghanica ingår i släktet Ammophila och familjen grävsteklar. Inga underarter finns listade i Catalogue of Life.